# آدونیران باربوسا

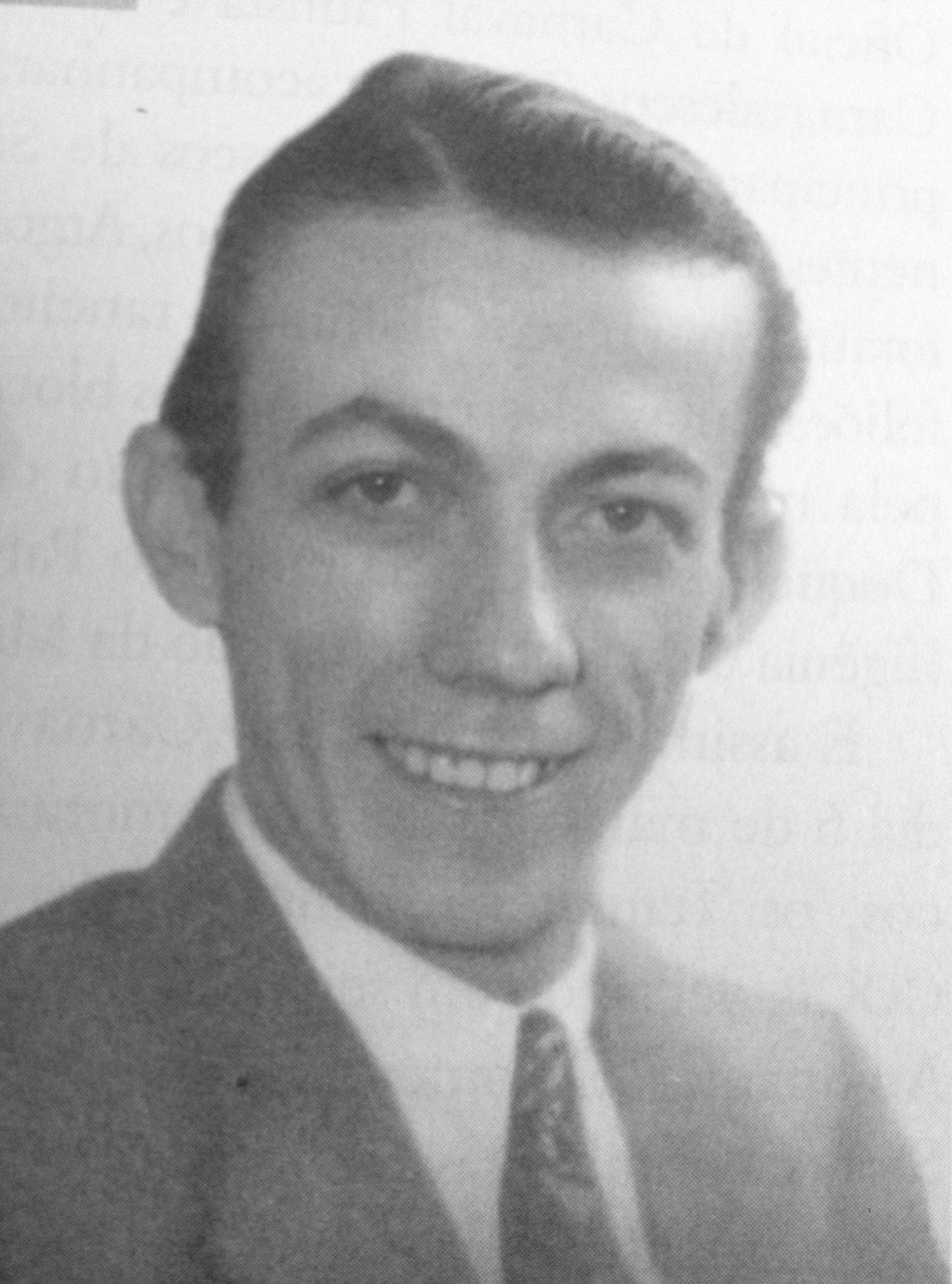
Adoniran Barbosa, ۱۹۳۵

آدونیران باربوسا (انگلیسی: Adoniran Barbosa) خواننده برزیلی متولد سال ۱۹۱۰ میلادی بود که برخی از آهنگ‌های وی محبوبیت بسیاری یافتند.